# آيت لحسن (آيت فاسكا)
آيت لحسن هو دُوَّار يقع بجماعة بن صميم، إقليم إفران، جهة فاس مكناس في المملكة المغربية. ينتمي الدوّار لمشيخة آيت فاسكا التي تضم 16 دوار. يقدر عدد سكانه بـ 223 نسمة حسب الإحصاء الرسمي للسكان والسكنى لسنة 2004.

## وصلات خارجية
- البوابة الوطنية للجماعات الترابية
- المندوبية السامية للتخطيط